# Natti Natasha
Natti Natasha, pseudonimo di Natalia Alexandra Gutiérrez Batista (Santiago de los Caballeros, 10 dicembre 1986), è una cantante dominicana.

## Biografia
Natti Natasha è nata e cresciuta a Santiago de los Caballeros, in Repubblica Dominicana, dove all'età di otto anni ha iniziato a frequentare una scuola di belle arti per studiare canto. Ha una figlia, Vida Isabelle Pina Gutiérrez, nata il 22 maggio 2021 a Miami. Tra gli artisti che l'hanno maggiormente ispirata annovera Bob Marley, Jenni Rivera, Lauryn Hill e Ivy Queen.
Dopo aver firmato un contratto con la Orfanato Music Group, la casa discografica di Don Omar, nel 2012 ha pubblicato il suo EP di debutto, All About Me. Nello stesso anno è comparsa in una canzone di Don Omar, Dutty Love, che ha raggiunto il primo posto nelle classifiche di musica latina negli Stati Uniti. Nel 2013 ha collaborato con il cantante portoricano Farruko in Crazy in Love, mentre nel 2015 collabora nuovamente con Don Omar sul singolo Perdido en tus ojos. Nel 2017 è comparsa sul singolo Otra cosa di Daddy Yankee.
Ad agosto 2017 è uscito il suo primo singolo come artista principale, Criminal, in collaborazione con Ozuna. Il brano ha ottenuto oltre un miliardo di visualizzazioni su YouTube in meno di cinque mesi, oltre a 450 milioni di ascolti su Spotify, scalando le classifiche in tutta l'America Latina. Il singolo successivo, Amantes de una noche, in collaborazione con Bad Bunny, è uscito a gennaio 2018. Nel corso dello stesso anno i suoi singoli Sin pijama e No me acuerdo, collaborazioni rispettivamente con Becky G e Thalía, sono stati fra i singoli di maggior successo dell'America Latina.
Il 15 febbraio 2019 esce il suo album di debutto, intitolato Iluminatti e contenente i singoli Quién sabe, Me gusta, Lamento tu pérdida e Pa' mala yo. Successivamente ha fatto collaborazioni con Khea e Prince Royce nel remix di Ayer Me llamo mi ex e anche con Anuel AA e Myke Towers nel remix di Diosa.
Nel settembre 2021, dopo la sua prima gravidanza, ha pubblicato il secondo album in studio Nattividad.

## Discografia
- 2019 – Iluminatti
- 2021 – Nattividad
- 2023 – Nasty Singles
- 2025 – Natti Natasha en amargue

## Riconoscimenti
- MTV Europe Music Awards
  - 2021 – Candidatura al Miglior artista caraibico[10]